# Grzegorz Szerszenowicz
Grzegorz Szerszenowicz (Białowieża, 1945. január 15. – 2020. november 3.) lengyel labdarúgó, kapus, edző.

## Pályafutása

### Játékosként
1959-ben a Cresovia Gołdap csapatában kezdte a labdarúgást, ahol 1965-ig védett. 1965 és 1968 között az AZS-AWF Warszawa, 1968 és 1973 között a Broń Radom, 1973 és 1975 között a Jagiellonia Białystok, 1976 és 1979 között a Mazur Ełk labdarúgója volt.

### Edzőként
1983–84-ben, 1996 és 1998 között, 2003–04-ben a Wigry Suwałki, 1985 és 1987 között a Zagłębie Lubin, 1987–88-ban a Lech Poznań, 1991–92-ben, 1998–99-ben a Jagiellonia Białystok vezetőedzője volt. Továbbá edzőként dolgozott még a Sokół Sokółka, a Warmia Grajewo, az Olimpia Zambrów és a Mazur Ełk csapatainál. A Lech-hel lengyelkupa-győzelmet szerzett.

## Sikerei, díjai
Lech Poznań
- Lengyel kupa
  - győztes: 1988